# Орелът (филм, 1959)
„Орелът“ (на полски: Orzeł) е полска военна драма от 1959 година, създадена по действителен случай, на режисьора Леонард Бучковски с участието на Александър Севрук, Виенчислав Глински и Ян Махулски.

## Сюжет
Септември 1939 година, началото на Втората световна война. Полската подводница „ОРП Орел“ акостира в неутралното естонско пристанище на Талин, за да се потърси медицинска помощ за разболелия се командир Клочковски (Александър Севрук). Под натиска на Нацистка Германия, естонското правителство се опитва да конфискува кораба. Командирът на подводницата, капитан Грабински (Виенчислав Глински) решава да поемат курс към Великобритания през Балтийско море, лишени от отнетите им навигационни карти и с оскъдни запаси от гориво. Те напускат Талин през нощта и така започва пътешествието им из морето, доминирано от германците.

## В ролите
- Александър Севрук като командир Хенрик Клочковски
- Виенчислав Глински като капитан Ян Грабински
- Ян Махулски като лейтенант Пилецки
- Роланд Гловацки като лейтенант Роланд
- Анджей Хердер като лейтенант Моравски
- Бронислав Павлик като помощник Рокош

## Интересни факти
Тъй като в действителност „ОРП Орел“ е била потопена по време на Втората световна война, за снимките на филма е използвана еднотипната подводница „ОРП Лешояд“.

## Награди и номинации
- Сребърни медали за най-добри актьори на Виенчислав Глински, Бронислав Павлик и Александър Севрук от Международния кинофестивал в Москва през 1959 година.
- Номинация за голямата награда за най-добър филм от Международния кинофестивал в Москва през 1959 година.[2]